# Synagoge (Mondovì)

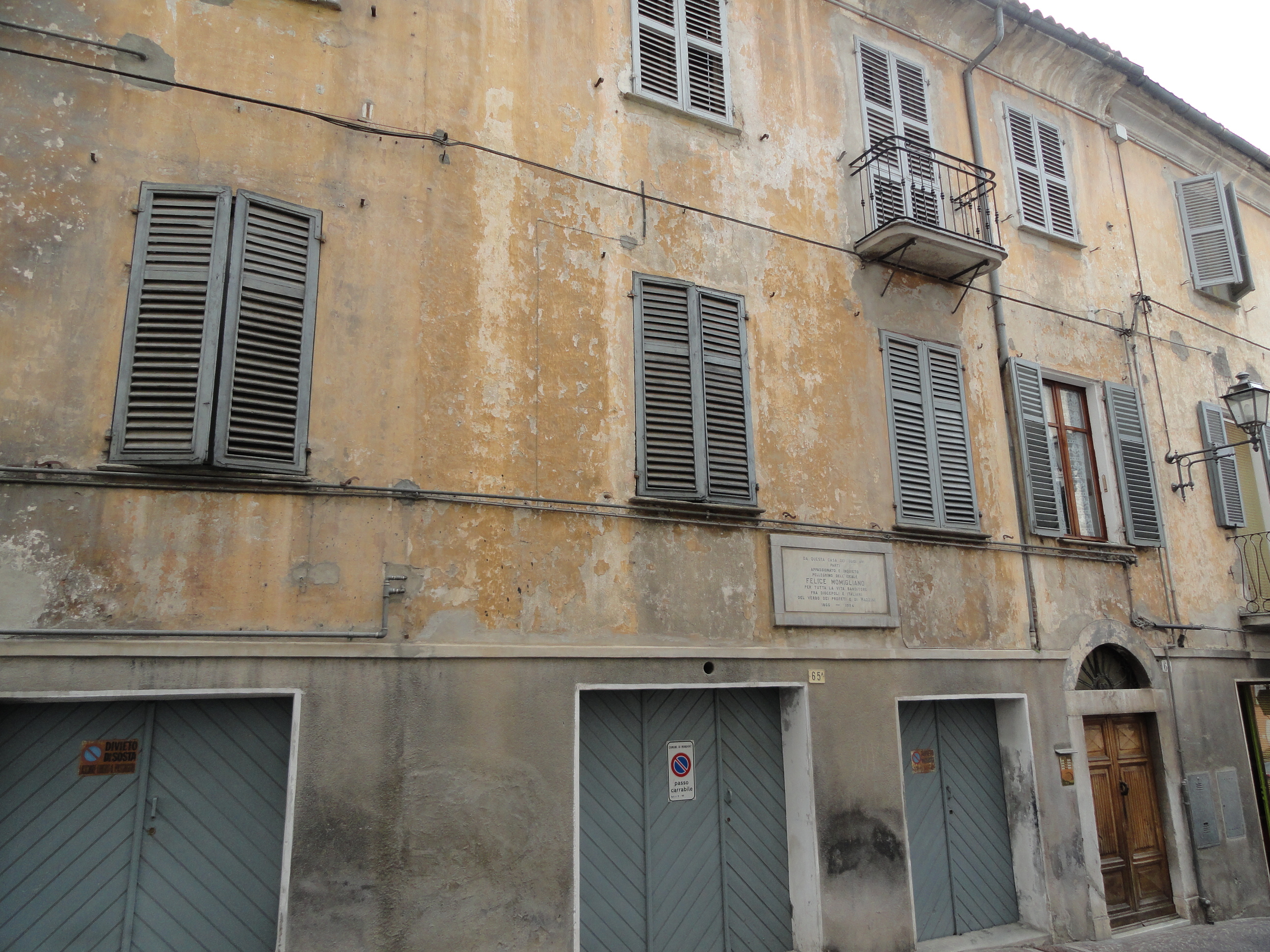
Synagoge in Mondovì

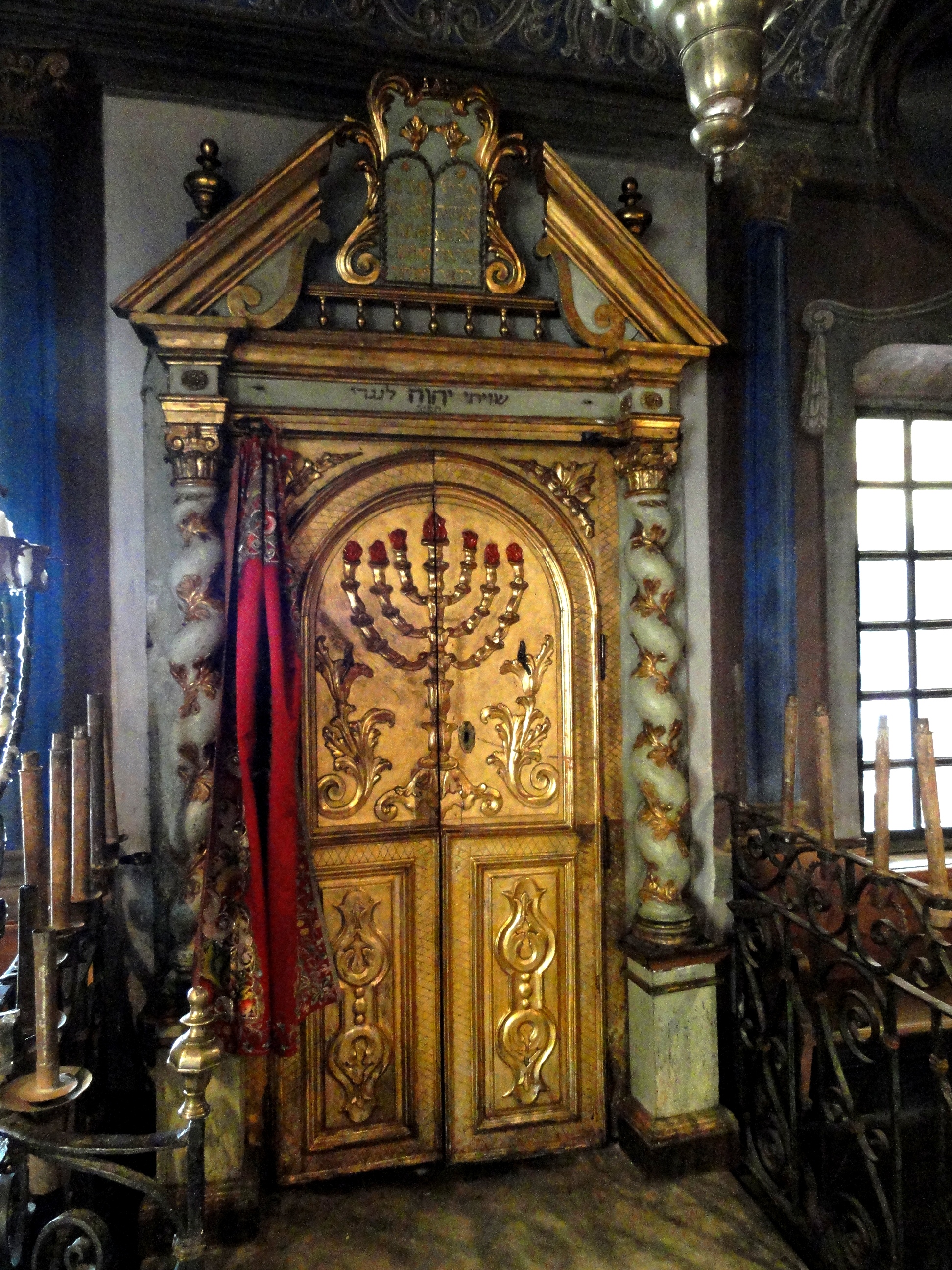
Thoraschrein

Die Synagoge in Mondovì, einer Stadt in der norditalienischen Region Piemont, wurde in der zweiten Hälfte des 18. Jahrhunderts eingerichtet. Die barocke Synagoge befindet sich in der Via Vico 65, im Zentrum des ehemaligen jüdischen Ghettos. Sie wird, da es keine jüdische Gemeinde mehr im Ort gibt, nicht mehr genutzt.

## Beschreibung
Die Synagoge wurde im zweiten Obergeschoss eines Wohnhauses eingerichtet. Das Gebäude durfte von der Straße nicht als Synagoge zu erkennen sein, so wurde es der jüdischen Gemeinde vorgeschrieben. Die Bima in der Mitte des Raumes wird von acht Säulen geschmückt. Der Thoraschrein wird von zwei gedrehten Säulen flankiert, auf denen ein gesprengter Dreiecksgiebel ruht. Im Giebelfeld befinden sich die Gesetzestafeln. Auf den zwei Türflügeln des Schreins ist eine Menora dargestellt.